# A Number
A Number, a volte tradotto come Un bel numero, è un'opera teatrale della drammaturga britannica Caryl Churchill, portata al debutto a Londra nel 2002.

## Trama
Il giovane Bernard discute con il padre Salter dopo aver scoperto che esiste un numero imprecisato di suoi cloni in giro per la città. Bernard teme di essere egli stesso un clone e Salter, a malincuore, glielo conferma: il giovane è il clone del suo primogenito, che Salter afferma essere morto all'età di quattro anni in un incidente automobilistico con la madre. Bernard è sconvolto, anche perché gli era sempre stato raccontato che la mamma era morta dandolo alla luce. Dopo aver perso il primogenito, Salter aveva pagato per realizzarne un clone ma a quanto pare il medico che aveva seguito il progetto ne aveva realizzati diversi altri senza rivelarlo al genitore in lutto.
Salter riceve la visita di Bernard 1, il suo primogenito, che si scopre quindi non essere per nulla morto. Nella discussione che segue Salter cerca di mantenere la calma, ma Bernard 1 lo aggredisce verbalmente e minaccia di uccidere il clone con cui il padre l'ha rimpiazzato per vendicarsi di un oscuro episodio della sua infanzia.
Bernard 2 (che aveva sempre creduto di essere il primo e unico Bernard) ha ricevuto la visita del fratello maggiore/copia originale e si reca dal padre per annunciargli che fuggirà all'estero per evitare la violenza di Bernard 1. Bernard 2 incalza il padre, che alla fine confessa un'ulteriore versione sulla morte della moglie: la donna si era in realtà suicidata quando Bernard 1 aveva due anni e, di conseguenza, due anni prima della nascita di Bernard 2. Il clone è sconvolto dalle rivelazioni e dal tradimento del padre, che non solo gli ha mentito per tutta la vita, ma che evidentemente aveva voluto disfarsi del fratello maggiore. Non potendo perdonare Salter per quello che ha fatto a lui e al fratello, Bernard 2 lascia la casa del padre.
Tempo dopo, Bernard 1 si reca in visita dal padre con la notizia che è riuscito nel suo intento di uccidere Bernard 2. Sconvolto dal dolore, Salter cerca di trovare un senso alla vicenda e chiede al suo primogenito dei dettagli. Bernard 1 si è però chiuso in un mutismo assoluto, che ricorda a Salter l'infanzia del figlio. Bernard 1, dopo il suicidio della madre, aveva mostrato i sintomi di un profondo disagio psicologico, che si manifestava con terrori notturni e con il rifiuto di mangiare e parlare. Dopo due anni di questa vita estenuante, Salter aveva affidato il figlio ai servizi sociali e ne aveva fatto realizzare un clone, per ripartire da zero con una seconda copia del bambino.
Bernard 1 si suicida, lasciando Salter con il dolore di aver perso entrambi i ragazzi che considerava dei figli. Chiede quindi di incontrare Michael Black, un altro dei cloni di Bernard. Al contrario dei due Bernard, Michael è un uomo realizzato e felice, insegna matematica, ha una moglie e tre figli. Salter cerca nel clone, che non era rimasto turbato nello scoprire la propria vera natura, delle conferme sulla sua unicità, ma le risposte di Michael non soddisfano Salter.

## Personaggi
- Salter. Un uomo sulla sessantina la cui moglie si suicidò gettandosi sotto un treno. Dopo aver tentato di crescere da solo il figlio, il suo alcolismo e le problematiche del bambino lo avevano spinto a darlo in adozione. Nel tentativo di essere un genitore migliore e di avere una seconda possibilità, fa clonare il figlio.
- Bernard 1. è il quarantenne figlio di Salter. Traumatizzato durante l'infanzia dalla morte della madre, da bambino ebbe disturbi psicologici che degenerarono in un temperamento irruente e violento da adulto.
- Bernard 2. Cresciuto come un figlio da Salter per trentacinque anni prima di scoprire di essere un clone del primogenito del padre.
- Michael Black. Trentacinque anni, clone di Bernard 1, insegnante di matematica, sposato e con tre figli di rispettivamente sette anni, cinque anni e diciotto mesi.

## Contesto storico
La Churchill scrisse A Number nei primi anni duemila, quando il successo della clonazione della pecora Dolly e i primi embrioni creati artificialmente dall'Astellas Institute for Regenerative Medicine avevano acceso il dibattito sulla clonazione umana. Il dramma infatti esplora il dilemma etico presentato dalla questione della clonazione, interrogandosi su cosa faccia di un uomo quello che è, se il codice genetico o le condizioni sociali, economiche e culturali in cui viene cresciuto.

## Rappresentazioni
Il dramma debuttò al Royal Court Theatre di Londra il 23 settembre 2002, con la regia di Stephen Daldry, Michael Gambon nella parte di Salter e Daniel Craig nel triplice ruolo di Bernard 1, Bernard 2 e Michael Black. La pièce vinse l'Evening Standard Theatre Award alla migliore opera teatrale.
Nel 2004 A Number fece il suo debutto statunitense al New York Theatre Workshop, con Sam Shepard (Salter) e Dallas Roberts (i Bernard e Michael Black). La prima italiana è avvenuta il 16 febbraio 2004 al Teatro Belli di Roma con la regia di Valter Malosti, la traduzione di Pino Tierno, Andrea Giordana e Michele Di Mauro come protagonisti.
Nell'ottobre 2006 Timothy West e il figlio Samuel interpretarono i personaggi dell'opera in un allestimento del dramma in scena al Crucible Theatre di Sheffield e successivamente riproposta alla Menier Chocolate Factory di Londra (2010) e al Fugard Theatre di Città del Capo (2011). Nuovi allestimenti sono stati portati in scena al Young Vic nel 2015, al Royal Lyceum Theatre di Edimburgo nel 2017 e al Bridge Theatre di Londra nel 2020, con la regia di Polly Findlay e Roger Allam e Colin Morgan nel cast. Un nuovo allestimento londinese viene riproposto all'Old Vic di Londra nel 2022 con Paapa Essiedu e Lennie James nel ruolo dei protagonisti.